# Senza sangue
Sans sang
Senza sangue (Sans sang) est un opéra du compositeur hongrois Péter Eötvös sur un livret de Mari Mezei créé en 2016 à Avignon. L'histoire est inspirée par la nouvelle de Alessandro Baricco Sans sang de 2002.

## Historique
Pour ce douzième ouvrage lyrique et dixième opéra de Péter Eötvös, ce livret est inspiré de la nouvelle de Alessandro Baricco Sans sang de 2002 et adapté par Mari Mezei. La composition de la partition est déjà commencée depuis fin 2011 quand l'Orchestre philharmonique de New York contacte le compositeur qui leur en fait part et devient ainsi une commande de l'institution ainsi que de la Philharmonie de Cologne.
Senza sangue est d'abord créé en version concert en mai 2015 à Cologne et à New York sous la direction de Alan Gilbert avec Anne Sofie von Otter et Russell Braun puis en version scénique le 15 mai 2016 à l'Opéra d'Avignon lors du Festival d'Avignon pour deux représentations sous la direction du compositeur avec l'Orchestre national Avignon-Provence et mis en scène par Róbert Alföldi avec Albane Carrère et Romain Bockler. La mise en scène, qui privilégie le minimalisme des décors conçus par Emmanuelle Favre, incluant notamment du mobilier mouvant, est par la suite reprise en novembre à Hambourg.
L'opéra est régulièrement produit après sa création : en 2018 à Müpa Budapest.

## Description
Senza sangue est un opéra en un acte et sept scènes en italien d'une durée d'environ cinquante minutes. Le déroulement de l'action est une rétrospective temporelle sous forme de dialogue qui remonte le temps racontée par les deux personnages. Le récit, qui se place des années après que l'homme ait tué la famille de la femme — qui l'épargne alors — pendant la guerre civile espagnole, est retracé en souvenir par les deux personnages qui se sont retrouvés.
L'opéra est pensé par le compositeur comme un pendant à celui de Béla Bartók, Le Château de Barbe-Bleue, créé en 1918. Cet opéra est par ailleurs joué à la suite de Senza sangue lors de la création de ce dernier à Avignon en 2016. La composition du chant est pensée en une sorte de parlé-chanté.

### Rôles
- Donna (La femme) : mezzo-soprano, créé par Albane Carrère ;
- Uomo (L'homme) : baryton, créé par Romain Bockler.

### Instrumentation
L'instrumentation de Senza sangue comprend l'effectif détaillé suivant :
- Bois : 4 flûtes, 2 hautbois, cor anglais, 3 clarinettes, 3 bassons, contrebasson ;
- cuivres : 4 cors, 3 trombones, trombone basse, tuba ;
- timbales, 2 percussions ;
- cordes : 12 violons, 10 violons II, 8 altos, 6 violoncelles, 4 contrebasses.

## Enregistrements
- 2020, enregistré en février 2018 à Budapest, Péter Eötvös (dir.), avec l'Orchestre philharmonique de Budapest, Viktória Vizin et Jordan Shanahan, BMC Records, BMC CD278[2].